# Sportgeschichte
Sportgeschichte ist „ein wichtiger Teil einer interdisziplinären und selbstreflexiven Kulturwissenschaft, die Fragen nach historischen Wahrnehmungs- und Sinnstrukturen im Sport und damit in der Gesellschaft stellt“.

## Geschichte
In Deutschland werden Lehrer in der Regel für mindestens zwei Fächer ausgebildet. Damit war es zum Staatsexamen möglich, die Voraussetzung zur Promotion in zwei Fächern zu erbringen. In der Geschichtswissenschaft war es unkomplizierter als in experimentellen Fächern, extern zu promovieren. Seit der Weimarer Zeit war es für einen Direktor eines Universitätsinstituts für Leibesübungen wünschenswert (wenn nicht erforderlich), promoviert zu sein. Beispiele sind u. a. Bernhard Zimmermann, Wilhelm Henze, Horst Ueberhorst, Erich Beyer und in jüngerer Zeit Arnd Krüger. Hierdurch spielte die Sportgeschichte in der Sportlehrerausbildung eine wesentlich größere Rolle als heute. Heute führt sie eher ein Schattendasein hinter den mächtigeren anderen Disziplinen der Sportwissenschaft, wie der Sportdidaktik, der Bewegungslehre, der Trainingslehre, der Sportmedizin, der Sportpsychologie oder der Sportsoziologie.
Wie wichtig die Kenntnis und Erforschung der Geschichte für die Entwicklung des modernen Sports und der Sportwissenschaft waren, zeigen sowohl Pierre de Coubertin, als auch Carl Diem. Für Coubertin waren der Olympismus und die modernen Olympischen Spiele unmittelbar mit der Geschichtsschreibung verbunden. Auch Carl Diem suchte weit in der Vergangenheit nach Vorläufern und Vorbildern der modernen Sportwissenschaft (Platon, Aristoteles, Philostratos und andere antike Gelehrte und Philosophen).
Seit dem Barrenstreit gehören die Leibesübungen in Deutschland zu den charakterbildenden Fächern unter der Verantwortung der Philosophischen Fakultät – und nicht, wie in großen Teilen Europas oder der USA, zu den Gesundheitswissenschaften. Als Turngeschichte sollte das Fach auch für die Wehrfähigkeit sensibilisieren. Die Turnpioniere des 19. Jahrhunderts, die den Grundstein für die Sportwissenschaft legten, bemühten sich deshalb besonders um eine Erforschung der Leibes- und Bewegungskultur in der griechischen Antike. Diem verfasste nicht zuletzt aus diesem Grund eine Weltgeschichte des Sports (1960), mit der gewissermaßen ein kulturhistorischer Beweis geliefert werden sollte, dass Bewegung, Turnen, Spiel und Sport anthropologische Konstanten darstellen und eng mit der Wehrfähigkeit verbunden waren.
Die Gesamtdarstellungen zur neueren deutschen Sportgeschichte von Edmund Neuendorff und Wolfgang Eichel sind Beispiele für ein geschlossenes und finalistisches Verständnis von Sportgeschichte. Edmund Neuendorffs vierbändige Geschichte der neueren deutschen Leibesübung entstand als Standardwerk von 1930 bis 1932. Eichels Geschichte der Körperkultur in Deutschland erschien 1965 in Ostberlin und wurde im Sinne der marxistisch-leninistischen Ideologie geschrieben. Diese Sportgeschichten ignorieren fast vollständig die Geschichte des Frauensports, erst Horst Ueberhorst, der Herausgeber des sechsbändigen Sammelwerks Geschichte der Leibesübungen, sah dagegen die Aufgabe der Sportgeschichte darin, die Vergangenheit zu erhellen, um Gegenwart besser verstehen zu können, sodass der Frauensport durch Gertrud Pfister erstmals dargestellt wurde.

## Gegenwartstendenzen
Die Auffassungen über Sinn und Aufgabe der Sportgeschichte sowie über ihre Themen und Vorgehensweisen stehen auch im Zusammenhang mit der Theoriediskussion in der Geschichtswissenschaft allgemein. Hier war die Entwicklung durch die Abkehr vom Historismus als der im 19. Jahrhundert beherrschenden historischen Wissenschaftstheorie gekennzeichnet. Die moderne Geschichtswissenschaft versteht sich nicht mehr nur als historische Geschichtsschreibung, sondern auch als historische Sozialwissenschaft, in der die Ergebnisse und Methoden anderer Wissenschaften berücksichtigt werden sollen.
Die Entwicklung der deutschen Sporthistoriographie der 1970er Jahre sind von Allen Guttmann
von den 1980er Jahren von Arnd Krüger umfassend dargestellt worden.
Im Gegensatz zur älteren Sportgeschichte, die eine Kontinuität konstruierte, betont Pierre Bourdieu aus sportsoziologischer Sicht den Bruch des modernen Sports mit älteren Bewegungskulturen.